# Interaktives Whiteboard

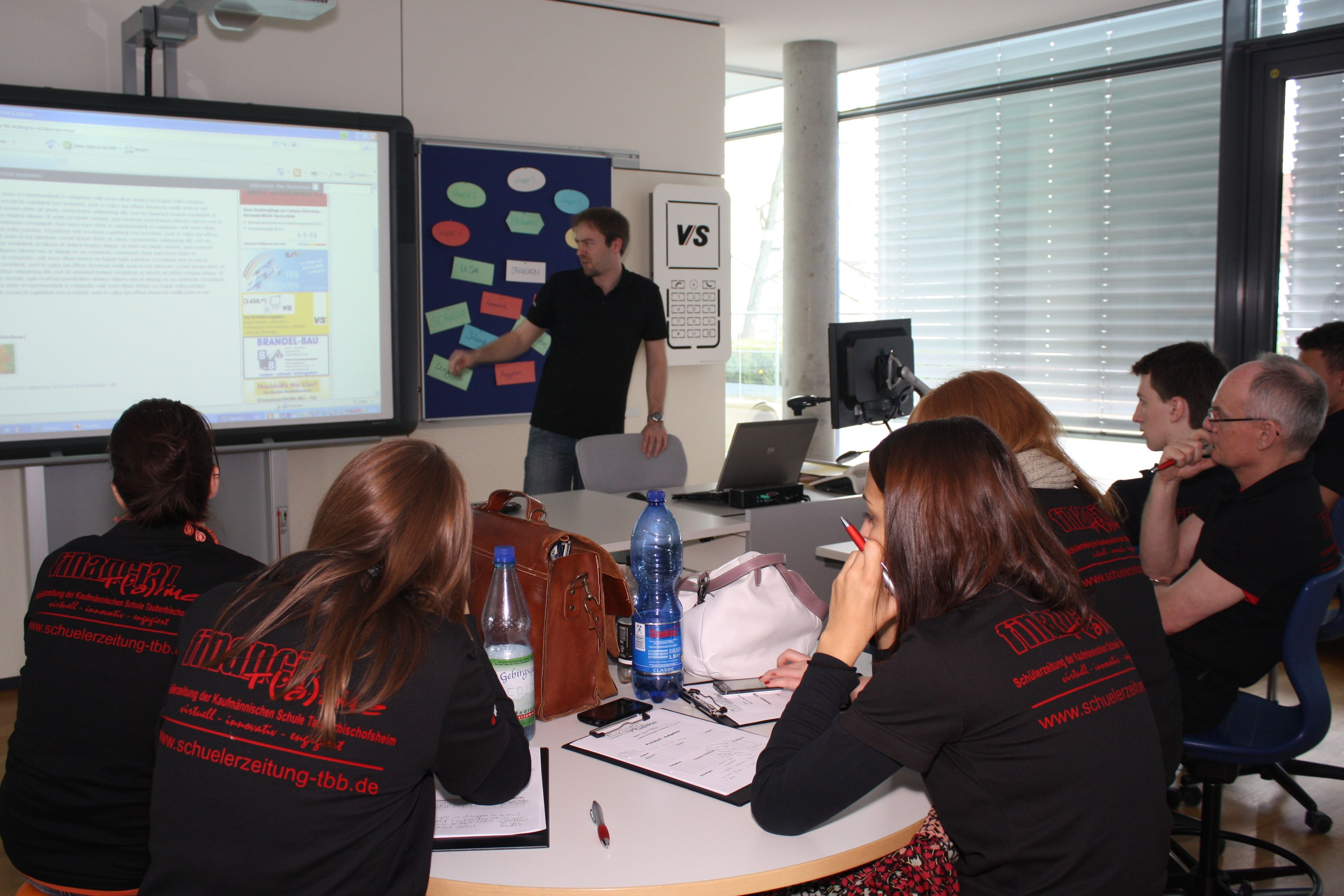
Whiteboardeinsatz an einem Medientag (2011)

Ein interaktives Whiteboard (IWB) bzw. eine interaktive Weißwandtafel ist eine interaktive digitale Tafel, die mit einem eingebauten Computer verbunden ist. Mit Hilfe eines Beamers wird der anzuzeigende Bildschirminhalt auf die weiße Fläche des Whiteboards projiziert. Alternativ kann auch ein großer Monitor zum Einsatz kommen, der eine berührungsempfindliche Oberfläche (Touchmonitor) hat. Das Whiteboard stellt also primär einen großen Bildschirm dar. Daneben dient das Whiteboard in der Regel dazu, den Computer – je nach Modell per Fingerdruck oder mit einem kabellosen Stift – zu steuern.
Einige Produktnamen spezieller Anbieter (wie ActivBoard oder Smartboard) werden als Gattungsname für interaktive Whiteboards im Allgemeinen verwendet.

## Einsatz in der Lehre

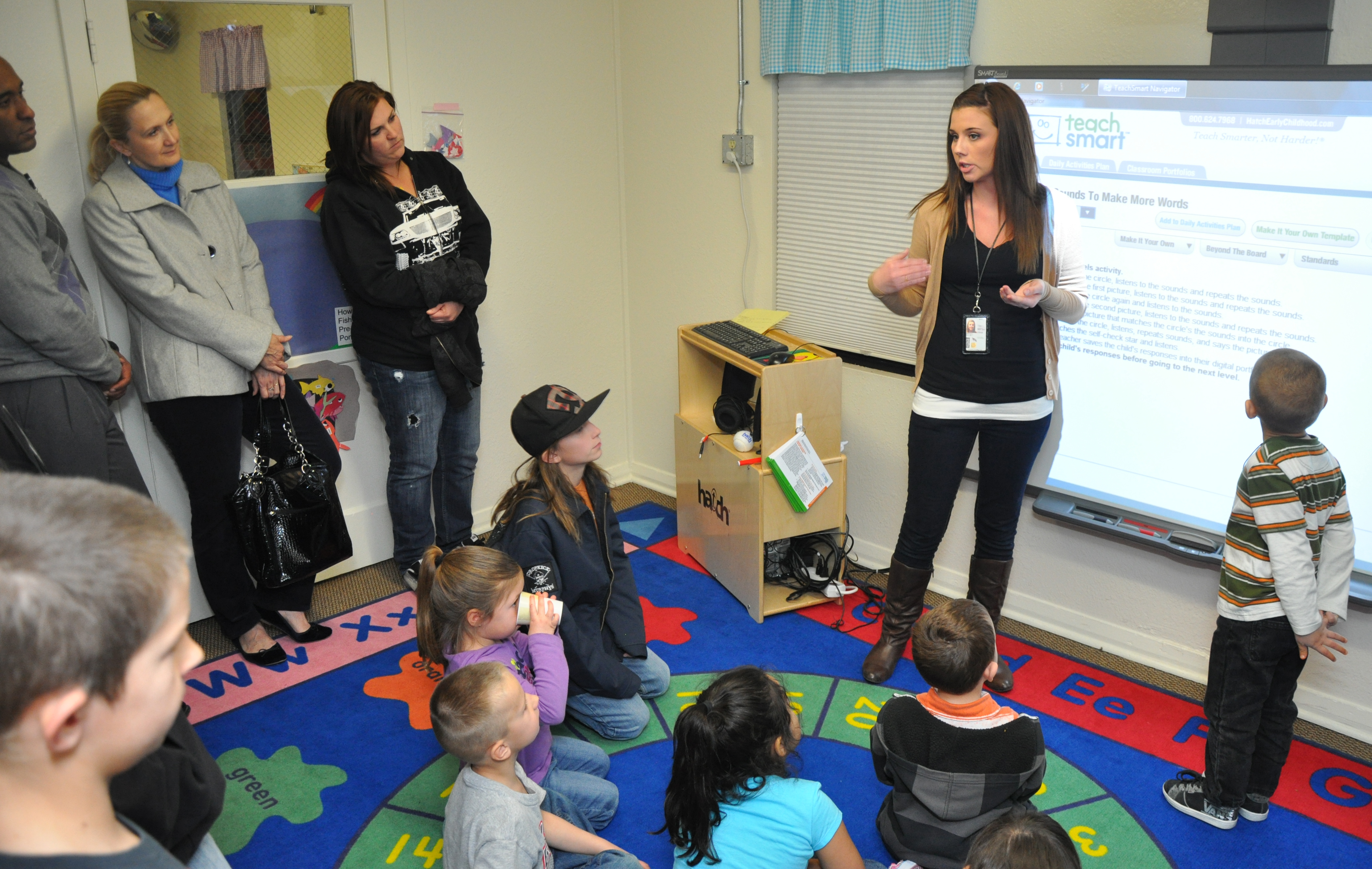
Whiteboard, genutzt zu Präsentationszwecken

Am weitesten verbreitet sind interaktive Whiteboards als Lehrtechnologie im Klassenzimmer. Nach einer Anfang 2008 vorgelegten Studie sind an deutschen Schulen rund 26.000 Whiteboards, in britischen Schulen rund 500.000 Whiteboards vorhanden. Mehr als 60 Prozent der Schulen nutzen dort digitale Whiteboards im Unterricht.
Mit einem interaktiven Whiteboard lassen sich über ein vom Computer angezeigtes Bild handschriftliche Ergänzungen legen. Ähnlich wie bei PowerPoint-Präsentationen lassen sich Ebenen definieren, die nach und nach eingeblendet werden. Auch das dynamische Einbinden von Medien (Videodateien, Musikclips, Inhalte aus dem Internet) in den Tafelanschrieb ist möglich, ohne dass ein neues Gerät dazu notwendig wird. So kann z. B. ein Arbeitsblatt unter einen Visualizer gelegt werden und die Notizen mit dem interaktiven Whiteboard hinzugefügt werden.
Interaktive Whiteboards ermöglichen es, ein entwickeltes Tafelbild zu speichern und in einer späteren Unterrichtsstunde weiter zu verwenden oder den Schülern als Lernunterlagen zur Verfügung zu stellen.
Viele Hersteller vertreiben zusammen mit ihren digitalen Whiteboards eine Lernplattform, die den Tafelanschrieb, das Einbinden verschiedener Elemente, aber auch den Datenaustausch mit Schülern sowie deren Heimarbeit unterstützen soll. Auch Lehrbuch- und Schulatlasverlage vertreiben heute zunehmend eigene Angebote für Whiteboards.

## Varianten
Preisgünstige Varianten eines interaktiven Whiteboards basieren beispielsweise auf der Nintendo-Wii-Remote-Unit oder verwenden zur Eingabe von Schrift oder Computerbedienung ein Grafiktablett.
Seit einigen Jahren sind auch Tabletcomputer mit tafelgroßem LC-Bildschirm und Touchscreen auf dem Markt. Angeboten werden Displays mit einer Leuchtdichte von 430 cd pro m², erreicht wird Full-HD-Auflösung bis zu einer Bildschirmdiagonale von 207,18 cm (82 Zoll). Damit wird bei relativ geringem Energieverbrauch (im Vergleich zum Beamer) ein guter Kontrast auch bei heller Umgebung erreicht.

## Probleme
Als Nachteile interaktiver Whiteboards gegenüber herkömmlichen Tafeln bzw. klassischen Whiteboards im Schulunterricht werden die folgenden Punkte gesehen:
- Gefahr technischer Probleme und Defekte (und damit verbunden Beeinträchtigung des Unterrichts)
- geringere sichtbare Arbeitsfläche
- schlechtere Lesbarkeit bei großer Helligkeit; dadurch häufige Notwendigkeit, den Raum abzudunkeln, mit Folgen für Konzentration der Schüler (dauerhafte Abdunklung der Räume ist am Arbeitsplatz nicht zulässig)
- digitale Whiteboards sind in der Regel nicht höhenverstellbar; somit lässt sich das Gerät nicht der Körpergröße und der jeweiligen Schreibposition anpassen, was zu ungesunder Haltung bei den Nutzern führen kann
- deutlich schlechtere Beschriftbarkeit (Reaktionsschnelle und Auflösung im Vergleich zur Schrift an Kreide-Tafel oder klassischem Whiteboard)
- Kalibrierung der Stifte muss immer wieder erfolgen (bei Projektionssystemen)
- Verlust- und Diebstahlgefahr der Stifte (passende Ersatzstifte sind teurer als Boardmarker und Kreide und auch schlechter verfügbar)
- höhere Kosten der Erstausstattung und der Wartung (Softwareupdates, Lizenzen, Reparaturen etc.; so ist z. B. bei projektorbasierten Systemen bei jährlich 2.000 – 4.000 Betriebsstunden ca. alle 0,5 – 3 Jahre ein Tausch der Beamerlampe notwendig)
- zusätzliche Energiekosten (der Leistungsbedarf ist mit ca. 200 W bei LED-Display und 500 – 800 W bei Projektor in der Größenordnung der Raumbeleuchtung, d. h. die Kosten für elektrische Energie erhöhen sich)
- Kosten durch notwendige Schulungen der Bedienung
- Gesundheitsgefährdung bei quecksilberhaltigen Projektorlampen
- Kosten und Umweltfolgen durch Entsorgung von Elektronik-Altgeräten
- Verwendbarkeit von Geometriewerkzeugen (Geodreieck, Lineal, Zirkel) in der Regel nur virtuell möglich
- Nutzung von Magneten (z. B. zum Befestigen und Umsortieren von Kartonkarten zu didaktischen Zwecken) ist nicht möglich, da die Schreibflächen meist nicht magnetisch sind

## Kriterien für den Einsatz interaktiver Whiteboards

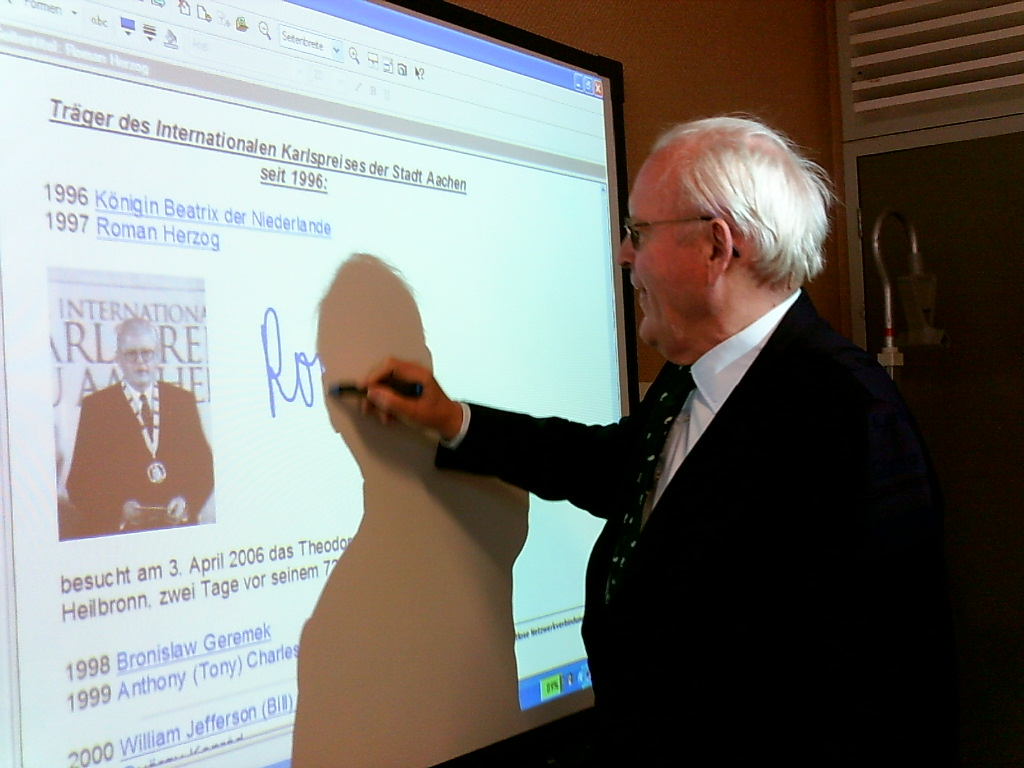
Roman Herzog gibt ein Autogramm an einer interaktiven Tafel

Grundsätzlich muss mindestens der Stand, der mit Kreidetafel/Overhead erreicht werden kann, gesichert sein. Für den nicht interaktiven Teil des Unterrichts empfiehlt es sich, zusätzlich eine Kreidetafel oder ein normales Whiteboard vorzuhalten.
1. Einfache Tafelsoftware – sowohl für Lehrer als auch für Schüler, damit nicht der Frontalunterricht der Lehrkraft im Vordergrund steht.
2. Kontinuität – Welche Tafelsoftware ist an den anderen Schulen verbreitet – damit sich die Schüler und die Lehrkräfte beim Schulwechsel nicht umstellen müssen.
3. Startzeit – Beginn des Unterrichts durch Einschalten der Tafel und des Beamers an sich sehr schnell einsatzbereit. Die Vorlaufzeit, bevor der eigentliche Unterricht beginnen kann, hängt allerdings davon ab, wie lange der eingesetzte Computer braucht, um hochzufahren und einsatzbereit zu sein.
4. Größe der interaktiven Tafel (Schreibfläche) sollte mit der Größe einer Standard-Kreidetafel mithalten. Bilddiagonale von 240 cm (94 Zoll) sollte beim Beamer schon sein, beim LED-Display reichen bereits 165 cm bei Tageslicht und Sonnenschein für 8 m Sicht-Distanz.
5. Lesbarkeit aus größerer Entfernung muss dem guten Kontrastverhältnis einer Kreidetafel entsprechen, Lesbarkeit bei Sonneneinstrahlung muss gegeben sein. Der Raum sollte nicht verdunkelt werden müssen. Die Schüler sollen parallel noch andere Lerntätigkeiten erledigen können. Der Schattenwurf sollte mittels Nahdistanzbeamer möglichst verringert werden. Außerdem sollte der Beamer möglichst leise sein (Lüftergeräusch).
6. Kalibrieren – Die Tafel sollte nicht jedes Mal vor dem Gebrauch kalibriert werden müssen und schnell einsatzbereit sein.
7. Höhenverstellbarkeit – Es wird sichergestellt, dass Personen unterschiedlicher Größe das interaktive Whiteboard komfortabel nutzen können. Ist der Beamer an der Tafel montiert, dann fährt das Bild mit. Dies hat allerdings den Nachteil, dass das Bild hierbei wackelt.
8. Dokumentenkamera – Die Kamera sollte via Tafel (bzw. Lehrer-PC) bedient werden können und eine hohe Auflösung (mindestens 2 Megapixel) haben, damit die Vorlagen auch fotografiert/gescannt werden können.
9. Multitouch – Es sollte möglich sein, wie bei einer Kreidetafel mit mehreren Stiften gleichzeitig zu schreiben.
10. Verfügbarkeit – Wenn eine Schule nicht komplett mit elektronischen Tafeln ausgestattet ist, sollten Whiteboards dennoch regelmäßig verfügbar sein.

Diesen Kriterien stammen aus den Arbeiten des Medienpädagogen Thomas Knaus, der sich im Rahmen der Entwicklungs- und Forschungsprojekte des FTzM mit dem praktischen Einsatz von interaktiven Whiteboards in Schule und Hochschule befasst hat und sowohl die Vor- und Nachteile von klassischen Kreidetafeln und interaktive Whiteboards bzw. digitalen Tafelsystemen verglichen als auch die Gelingensbedingungen für den schulischen Einsatz von digitalen Tafeln zusammengestellt hat.

### Software
In der Regel stellen die Hersteller der interaktiven Whiteboards Software zur Verfügung, die Kosten und Lizenzbedingungen unterscheiden sich dabei erheblich. Daneben gibt es auch freie Software für Whiteboards wie z. B. das von der französischen Regierung unterstützte Open-Sankoré bzw. die Nachfolgerversion OpenBoard, auch zahlreiche Grafikprogramme können zur Darstellung virtueller Tafeln genutzt werden.
Für den Einsatz interaktiver Whiteboards im Schulunterricht bieten viele Schulbuchverlage mittlerweile speziell entwickelte und auf die jeweiligen Lehrwerke zugeschnittene Tafelbilder und Arbeitsmaterialien für Lehrer an.